# 喜羊羊與灰太狼角色列表
本表列出所有在喜羊羊與灰太狼（不包括電影版）中曾經出場過的人物。

## 羊族
| 性別 | 角色名稱   | 角色名稱          | 配音员                                         | 配音员 | 配音员         | 配音员 | 配音员 | 配音员             | 简介 |
| 性別 | 中文       | 英文              | 大陆                                           | 香港 | 香港           | 香港 | 台湾   | 英文               | 简介 |
| 性別 | 中文       | 英文              | 大陆                                           | 電視版 | 電視版         | 電影版 | 台湾   | 英文               | 简介 |
| 性別 | 中文       | 英文              | 大陆                                           | TVB | Disney Channel | 電影版 | 台湾   | 英文               | 简介 |
| ---- | ---------- | ----------------- | ---------------------------------------------- | --- | -------------- | --- | ------ | ------------------ | --- |
| 男   | 喜羊羊     | Weslie            | 祖丽晴                                         | 曾佩儀（電視版第一輯至《智趣羊學堂運動篇》）→梁少霞（《智趣羊学堂之地球嘉年华》至《运动英雄传筐出胜利》）→張頌欣（《羊羊趣冒險》） | 鄭家蕙         | 林峯（第1部）→曾佩儀（第2至7部）→梁少霞（第8至10部）                                                       | 詹雅菁 | -                  | 愛笑又樂觀，鬼點子很多，是羊族的救星，總在關鍵時刻看出灰太狼的詭計並成功救出他的夥伴。心地善良且孝順，非常愛整灰太狼，是個炸彈狂，有時會夢遊放炸彈，但其夢遊已康復。在電影版中，常常為了救他的朋友而差點犧牲了自己，偶爾調皮搗蛋。跑得像風壹樣快，是全羊族跑最快的羊。喜歡踢足球和做實驗，是村長的小助手，草原三俠之智。在《羊村守護者》與灰太狼成為好朋友。 |
| 女   | 美羊羊     | Tibbie            | 邓玉婷                                         | 林雅婷（電視版第一輯#1～200）→何璐怡（電視版第一輯#201至《运动英雄传筐出胜利》）→成瑤孆（《羊羊趣冒險》)，何寶珊（代配）           |                | 徐子珊（第1部）→ 李秀蘭（第2部）→ 林芷筠（第3部）→徐子珊（第4至5部）→ 姜嘉蕾（第6至9部）→ 李索真（第10部） | 李悦宁 | -                  | 漂亮而爱美但爱哭的羊。天真善良，喜欢时尚和打扮。能用任何东西编织出能用来打扮的饰物。不论是营养学家、美容师、模特儿、服装师......一切与“美”有关的，她都非常精通，是大家跟风学习模仿的对象。 喜歡喜羊羊。 在未来，其職業是記者，所使用的武器是雙蝶劍。 |
| 男   | 懶羊羊     | Paddi             | 梁颖                                           | 黎桂芳→林芷筠→葉曉欣（《智趣羊学堂》至《运动英雄传筐出胜利》）→凌晞（《羊羊趣冒險》），雷碧娜（代配）                              | 王慧珠         | 彭慧敏（第1部）→林芷筠（第2部）→ 徐子珊（第3部）→林芷筠（第4至8部）→李索真（第9部）→林芷筠（第10部）       | 李明幸 | -                  | 總愛逃避辛苦的事而偷懶，不愛運動，是草原上最肥的羊。也因為這樣，他成為灰太狼最喜歡抓的羊。總是一副“舉輕若重”的樣子。無論是生活、學習還是工作，懒羊羊都隨身攜帶他的最愛——枕頭。他的生活格言就是“天下皆醒我獨睡，天下皆勤我獨懒”。 平時是沸羊羊欺負的對象，但只要食物被踐踏、被冤枉或注射瘋羊疫苗時便會發瘋，而且憤怒力量極強，在自動垃圾桶中以暴力扯斷兩隻羊都無法掙脫的繩子，後續力量漸漸越來越少展現，因劇情轉變加上爆點不再容易被踩中，使得力量出現的機會越來越少。 另外，他的運氣總是特別的好，遇到危險總是能逃過一劫，在給快樂加油之懶羊羊外傳，因為被蘋果打中頭，所以擁有了超能力。 在未来，其職業是美食家，所使用的武器是懸浮炮。 |
| 男   | 沸羊羊     | Sparky            | 刘红韵→严彦子（42-510集）                      | 伍秀霞（電視版第一輯至《智趣羊學堂之地球嘉年華》）→林丹鳳（《運動英雄傳筐出勝利》）→陸惠玲（《羊羊趣冒險》），林丹鳳（代配）       | 錢惠玲         | 簡慧軒（第1部）→曾秀清（第2至8部）→鄭麗麗（第9至10部）                                                     | 李悅寧 | -                  | 一隻黑臉羊，最健壯的羊，也是最鲁莽的一隻羊，雖然有打敗灰太狼的實力，但是因為不自信而發揮不出真正實力。做事直率，不考慮后果。爱出風頭，很想在眾羊面前展示自己。经常是板著臉孔，一副很酷的樣子，以为自己英偉不凡，天下无敵，其實根本無能為力。 在未来，其職業是消防員，所使用的武器是重力戰錘。 |
| 男   | 慢羊羊     | Slowy             | 高全胜                                         | 黃子敬，劉惠雲（兒時），陳灝瑋（少年）/ 陳卓智（奇思妙想喜羊羊-有聲勝無聲）                                                        |                | 韋啟良（第1部）→黃志明（第2部起）                                                                          | 黃天佑 | Michael C. Pizzuto | 故事中的正面副角，村長兼大肥羊學校校長與發明家。善于发明创造，且在想事情時頭上會長出稀有的聰明草，但记忆欠佳。羊部落中最年长的长者，博览群书，平时最爱搞搞小发明小创造，是个乌龙发明家。发明时往往害得自己吃尽苦头，但危急時发明的东西又能派上用场，但是因年长而行動异常緩慢，連走路也比蝸牛慢，常把身邊的羊急死。 |
| 女   | 暖羊羊     | Jonie             | 邓玉婷                                         | 蔡惠萍→黃鳳英（《運動英雄傳筐出勝利》起）                                                                                          |                | 曾婉卿（第1部）→程文意（第2部起）                                                                          | 李明幸 | -                  | 盤羊族，大肥羊學校新来的转学生，班上的班長，性格溫暖且樂於助人，身材庞大而有力量。有烏鴉嘴，預言不祥之事的能力神準，但也常害了大家。有一副菩萨心肠，认为世上没有坏人，所以从不随便伤害任何人，包括一草一木，甚至是灰太狼（早期）。她力大无穷，难以控制。往往只是轻轻拍拍肩膀，便可将对方拍扁。越想表示友好，越容易伤害旁人，令她十分苦恼。 在未来，其職業是歌手，所使用的武器是彗星傘。 |
| 男   | 軟綿綿     | Mandy             | 李团                                           | |                | 鄧榮銾（第1部）                                                                                            | -      | -                  | 羊村第一任村長，是他在羊曆3010年找到了青青草原，領導大家抵抗狼族的入侵。他是眾羊心目中的大英雄，運氣不錯，但是他的生活態度讓武大狼非常頭疼。權杖是軟綿綿權利的象徵、身份的體現，但多數時間是用來教訓後輩的教鞭。 |
| 男   | 西域刀羊   | Bladey            | 张琳                                           | 陳曙光 |                | | 黃天佑 | -                  | 慢羊羊的老友，曾以手上的一對開山刀多次奮勇抵抗狼族，具有與狼族七大惡狼匹敵的實力。 |
| 男   | 瘦羊羊     | Thinny            | -                                              | - |                | | -      | -                  | 喜羊羊表哥，功夫高手。缺點是吃太多東西變胖反而無法施展功夫。 |
| 女   | 花羊羊     | Stacy             | 严彦子                                         | 張頌欣 |                | | 詹雅菁 | -                  | 慢羊羊年輕時的女友。在劇場版中，慢羊羊曾用時光機傳送她到羊曆3518年的青青草原。 |
| 男   | 奔羊羊     | Fastty            | 劉紅韻                                         | 袁淑珍 |                | | -      | -                  | 藏羚羊族的田徑選手，與喜羊羊一樣跑得很快。 |
| 男   | 忽悠老羊   | Softingner        | 高全胜                                         | 葉振聲 |                | | -      | -                  | 藏羚羊族領隊，乒乓球高手。 |
| 男   | 小刀羊     | Knifer            | 严彦子 /趙娜                                   | 林丹鳳 |                | | 黃天佑 | -                  | 西域刀羊的徒弟。 |
| -    | 機械羊     | Inporter          | -                                              | - |                | | -      | -                  | 来自未来，全身用铁制造，只要碰到水就會故障。曾在《羊羊運動會》單元中成為灰太狼的武器。機械羊群當中有戴紅色眼鏡或綠色眼鏡，唯獨戴紅色眼鏡的機械羊讓人聯想到領隊，其他戴綠色眼鏡的機械羊讓人聯想到隊員。在狼族襲擊中，機械羊領隊為掩護其他羊群而犧牲，其紅色的眼鏡被新任領隊繼承。 |
| 男   | 羚羊王子   | Prince Antelope   | 鄧玉婷                                         | 曹啟謙 |                | | 李明幸 | -                  | 羚羊公主的哥哥，體操高手，和沸羊羊不分高下 |
| 女   | 羚羊公主   | Princess Antelope | 趙娜                                           | 鄭麗麗 |                | | 詹雅菁 | -                  | 羚羊王子的妹妹，藝術體操高手，和美羊羊不分高下。 |
| 男   | 族長       | Patriarch         | 高全勝                                         | 譚炳文 |                | | -      | -                  | 羊族族長，掌權羊族。 |
| 男   | 羊大力     | -                 | 李團                                           | - |                | | -      | -                  | 羊大力又稱“大力”。作為古羊族裡的保安總管，巨羊可謂勞心勞力地勤奮工作，為羊處事基本做到公平公開公正，認為只有懶羊羊是自己的下一任接班羊。 為了討好荷花，不停使喚手下的保安羊做著各種各樣奇葩的事情。一根筋的性格有時候會被灰太狼利用，但關鍵時刻都會被喜羊羊救下。 |
| 女   | 荷花       | Lotus             | 崔子格(劇場版-喜羊羊與灰太狼之羊年喜羊羊)→梁穎 | |                | 李紫昕（第7部）                                                                                            | -      | -                  | 荷花是一隻很胖的羊，比暖羊羊還胖，最後和大力在一起了。有一隻猩猩當做寵物。 |
| 男   | 古羊族族長 | Ancient goat clan | 李團                                           | | 陳旭明         | | -      | -                  | 古羊族族長是古羊族里德高望重的羊，對任何事情都抱著樂觀的心態，就算危機到來都是最為淡定的一隻羊，話中會帶有一點點的禪意，讓羊無法猜得透他的真意，因此被古羊族尊為長老，推舉為族長。但在眾現代羊眼中族長卻是一個麻煩製造者，說出的話語與行為往往會伴隨著危機的到來，為羊比較健忘，且又喜歡隨便答應別人的要求，讓在一旁幫他擦屁股的慢羊羊苦不堪，和別人說話說著說著就睡著了。平時喜歡下棋，因帶點小孩子的脾氣，所以與別人下棋的時候，輸了往往會悔棋，並且要對方再來一局，直到讓他贏了為止。 |
| 男   | 小飛機     | Planie            | 祖麗晴                                         | 林丹鳳 |                | | -      | -                  | 在羊村中居住的一隻小羊，是除了主角團外少數擁有自己的角色名稱的羊村居民。頭上總是戴着一頂帶有螺旋槳的藍白色雙色帽子，根據懶羊羊在《跨時空救兵》第38集中的說法，小飛機在洗頭時也會戴着帽子的。平時喜愛玩飛機玩具。 |
| 男   | 羊果果     | Gogoa             | 李團                                           | - |                | | -      | -                  | 是慢羊羊和刀羊的師兄、喜羊羊等人的師伯，曾經是芯太狼的摯友，號稱“一顆果”，是羊族中最偉大的武器鍛造師。認為只有和狼和平相處才能化解“狼抓羊”的危機。因此，只要一和刀羊提起狼，就要和他吵架。 狼羊和平後與芯太狼雲遊四海。 |
| 男   | 智羊羊     | Smarc             | 張琳                                           | 黃啟昌 |                | 陳旭明（第3部）                                                                                            | -      | -                  | 喜羊羊的父親，當年秒殺全宇宙的科學家。 |
| 女   | 麗羊羊     | Lily              | 梁穎                                           | |                | 程文意（第3部）                                                                                            | -      | -                  | 喜羊羊母亲，當年風靡海陸空三棲動物的著名歌星。 |
| 女   | 冰冰羊     | BBY               | 趙娜                                           | |                | | -      | -                  | 是喜羊羊的養妹，智羊羊和麗羊羊的養女，在《奇趣外星客》中首次登場。智羊羊和麗羊羊在執行任務時收養了她，但當時他們所身處的地方出現問題，所以送了她到青青草原。是封印了細菌大王能力的羊。 |
| 李团 | 烈羊羊     | 男                | 李團                                           | 葉振聲、梁偉德（少年）（《運動英雄傳筐出勝利》）                                                                                   |                | 高翰文（第8至9部）                                                                                         | -      | -                  | 《筐出胜利》中羊队的教练，顶著蓬松的浴帽发型,挺著软胖软胖的大肚腩,一身比沸羊羊还黑的肌肤，總是喜歡跟慢羊羊作比較。喜爱篮球、看书、吃西瓜，口头禅是「好球！好球！」，擅长运动、比赛、心理战术。 |

## 狼族
| 性別 | 角色名稱         | 角色名稱               | 配音员                                                             | 配音员 | 配音员         | 配音员 | 配音员 | 配音员 | 简介 |
| 性別 | 中文             | 英文                   | 大陆                                                               | 香港 | 香港           | 香港 | 台湾   | 英文   | 简介 |
| 性別 | 中文             | 英文                   | 大陆                                                               | 電視版 | 電視版         | 電影版 | 台湾   | 英文   | 简介 |
| 性別 | 中文             | 英文                   | 大陆                                                               | TVB | Disney Channel | 電影版 | 台湾   | 英文   | 简介 |
| ---- | ---------------- | ---------------------- | ------------------------------------------------------------------ | --- | -------------- | --- | ------ | ------ | --- |
| 男   | 灰太狼           | Wolffy                 | 张琳 ，劉紅韻 ( 兒時、智趣羊學堂 )                                 | 馮錦堂（電視版第一、四至十一輯）→李錦綸（《運動英雄傳筐出勝利》）→雷霆（《羊羊趣冒險》），雷碧娜 ( 兒時 ) |                | 黃宗澤（第1部）→謝天華（第2、3部）→阮星航（第4部）→羅偉傑（第5、6部）→ 馬浚偉（第7部）→羅偉傑（第8、9、10部） | 林谷珍 | -      | 在《羊村守护者》前为反面主角，在《羊村守护者》狼羊和平后变成正面主角；灰太狼是青青草原最早狼王“武大狼”的第250代孙子。同妻子红太狼和儿子小灰灰居住在青青草原一端的狼堡里，聪明而自负，害怕但是却很爱妻子，为青青草原的狼王。在《羊村守护者》狼羊和平前，灰太狼总是会因為無法讓全家吃上羊肉只能经常吃青蛙甚至素食而被红太狼打，它的名言是每次會在被羊打败时說：“我一定会回来的！”灰太狼在家时是个好丈夫、好爸爸，对于暴力倾向的老婆红太狼总是抱以忍让的态度，对于自己的兒子也是非常宠爱，有着自己可爱的一面，雖然在狼羊和平前灰太狼總是跟喜羊羊他們為敵，但有時候會像精靈寶可夢的火箭隊一樣與喜羊羊他們一起攜手合作克服困境，经常展现出与喜羊羊之间的默契。在《羊村守護者》中與喜羊羊成為朋友，後來也經常和小羊一起行動。在《決戰次時代》中表示，喜羊羊是他最好的朋友。 |
| 女   | 紅太狼           | Wolnie                 | 韦宝宝→赵娜（1-280、341-700集）、崔冰 （281-340集）（大陆电影版1） | 黃麗芳→曾秀清（《羊羊趣冒險》）                                                                           |                | 梁慧恩（第1部）→鄧麗欣（第2部）→劉惠雲（第3至8部）→張惠雯（第9部）                                            | 李明幸 | -      | 灰太狼的妻子。由於自從與灰太狼結婚後，就從未吃過羊，所以也是狼堡里家暴的施暴者。主要武器是平底鍋。非常疼愛（溺愛）小灰灰。她和灰太狼一起住在狼堡里，非常愛打扮，總是指派灰太狼去捉羊。必殺技是「千手平底鍋」，平常總是對灰太狼暴力相加的她，在劇場版《牛氣沖天》中露出了柔情的一面，甚至說過：「就算死，我也要和他（灰太狼）在一起！」 在《羊村守护者》前为反面副角，在《羊村守护者》狼羊和平后变成正面副角；红太狼是灰太狼的妻子，出身富裕世家，美丽而力气大，比灰太狼還強悍。由於自從與灰太狼結婚後，就從未吃過羊，叫灰太狼去抓羊，所以也是狼堡里家暴的施暴者。主要武器是平底锅。非常疼愛（溺愛）小灰灰。她和灰太狼一起住在狼堡里，非常爱打扮，总是指派灰太狼去捉羊。必杀技是“千手平底锅”，用平底锅暴打灰太狼9544次，剧场版《虎虎生威》的用平底锅打爆壁虎军师的机器人2010次，11554次的平底锅，这是最高的世界纪录，平常總是对灰太狼暴力相加的她，在剧场版《牛气冲天》中露出了柔情的一面，甚至說過：「就算死，我也要和他（灰太狼）在一起！」动画前期剧情里的红太狼非常刁蛮势利，但动画后期剧情里红太狼变得温柔了不少，用平底锅打灰太狼的次数显著减少。从《妈妈乐疯狂》起，红太狼与羊族的关系开始好转，红太狼由反面副角变为中立角色；《羊村守护者》狼羊和平后，红太狼变成正面副角；在《決戰次時代》中，红太狼被剔博士控制，失去了与灰太狼和大家的记忆，被起名为阿妮。但在最后成功恢复记忆，变回了正常的红太狼。 |
| 男   | 蕉太狼           | Jay                    | 韋寶寶／祖丽晴                                                     | 蘇強文，梁偉德（代配）                                                                                    |                | | -      | -      | 灰太狼侄子。性格胆小怕事，雙手合抱所產生的力量巨大無比。虽然身为狼族，却因小時候與父母失散的關係，而被猴子收養，成為了素食主义者，喜歡吃香蕉。与羊族（尤其是暖羊羊）是好朋友。所以會常常阻止灰太狼抓羊。 |
| 男   | 小灰灰           | Wilie                  | 梁颖                                                               | 袁淑珍，劉惠雲（代配）                                                                                    |                | 陳逸寧（第1部）→吳敏熹（第2至7部）→石梓晴（第8至9部）                                                         | -      | -      | 灰太狼与红太狼之子，是青青草原最早狼王“武大狼”的第251代孙子。是一個温驯、天真、可愛的狼宝宝。個性溫馴單純，最喜歡看爸爸飛上天。剛出生時一直吊着一个奶嘴，由于爸爸——灰太狼总是捉不到羊，所以一直以来都只能喝奶，之後還和小羊們成為了朋友。在劇場版《牛氣沖天》的危机时刻被喜羊羊所救。哭聲很大，生氣時可以吼穿牆壁。爸爸騙他時，都會說「爸爸，你又騙我！！！！」。 在未来，因為喜羊羊和灰太狼一起消失了十五年，父子的關係急轉直下變得極差。 |
| 男   | 小白狼           | Whiter                 | 李團                                                               | 麥皓豐 |                | | -      | -      | 灰太狼的情敵。 |
| 男   | 贝壳汉狼         | Boyer                  | -                                                                  | - |                | | -      | -      | 一名球星，深受红太狼迷恋。（其名字影射英國球星大衛·碧咸） |
| 男   | 武大狼           | Fitter                 | -                                                                  | - |                | | -      | -      | 灰太狼的祖先，是個偉大的狼族首領。後因吞下石羊而死。 |
| 男   | 黑太狼           | Blacker                | 李團                                                               | - |                | | -      | -      | 灰太狼的父親，是青青草原最早狼王“武大狼”的第249代孙子。从小便严厉教育灰太狼，将自己的期望全都强加到了灰太狼身上，但是也很疼爱灰太狼；因儿子灰太狼发烧了而舍弃了抓羊行动被视为临阵逃脱而开除狼藉，被迫和儿子灰太狼流浪到族外生活；某天灰太狼想吃鱼，黑太狼因为疼爱儿子，在雨天给灰太狼抓鱼时不慎掉入瀑布失踪，至今生死未卜。 |
| 男   | 黄太狼           | Yellowy                | -                                                                  | - |                | | -      | -      | 灰太狼的爷爷，是青青草原最早狼王“武大狼”的第248代孙子。 |
| 女   | 粉紅太狼         | Pinker                 | 趙娜                                                               | - |                | | -      | -      | 灰太狼的奶奶。 |
| 男   | 夜太狼           | Darker                 | 高全勝→祖麗晴                                                      | 劉奕希 |                | 李震權（第6部）→簡懷甄（第7部）                                                                               | -      | -      | 灰太狼表哥，香太狼丈夫，七大惡狼之一。 |
| 男   | 白眼狼           | Wolfram                | 高全勝                                                             | 黃榮璋→陳廷軒→李凱傑                                                                                      |                | | -      | -      | 灰太狼的大伯。七大惡狼之一。 |
| 男   | 双叉狼           | Raoul                  | 梁穎                                                               | 陳永信 |                | | -      | -      | 灰太狼的二舅。七大惡狼之一。 |
| 男   | 拳击狼           | Warley                 | 高全勝                                                             | 陳廷軒→梁志達                                                                                             |                | |        | -      | 灰太狼的三叔。七大惡狼之一。 |
| 男   | 雙刀狼           | Rawly                  | 祖麗晴                                                             | 陳卓智 |                | | -      | -      | 灰太狼的大舅。七大惡狼之一。 |
| 男   | 巫師狼           | Wizard                 | 鄧玉婷                                                             | 蘇強文 |                | | -      | -      | 灰太狼的二伯。七大惡狼之一。 |
| 女   | 香太狼           | Yummy                  | 邓玉婷                                                             | 楊善諭→黃昕瑜                                                                                             |                | | -      | -      | 红太狼表妹，夜太狼妻子。曾暗戀蕉太狼，與紅太狼一樣凶悍。 |
| 男   | 爹爹狼           | Father                 | -                                                                  | - |                | | -      | -      | 红太狼父亲。 |
| 女   | 娘娘狼           | Mother                 | -                                                                  | - |                | | -      | -      | 红太狼母亲。 |
| 男   | 灰二太太狼       | Wonky                  | 高全勝                                                             | 林保全→陳卓智→葉振聲→朱子聰→鄧志堅                                                                        |                | | -      | -      | 灰太狼的二叔，七大恶狼首领。著名的捕羊高手，有「沉默羔羊十二式」的捕羊奧義，初登場時稱灰太狼的乳名為「尿太狼」。 |
| 女   | 小香香           | Angelalily             | 邓玉婷                                                             | 凌晞 |                | | -      | -      | 夜太狼与香太狼的女兒。 |
| 男   | 狼將軍（芯太狼） | General Wolf (Chapper) | 澤飛→李團                                                          | - |                | 陳旭明（第9部）                                                                                               |        | -      | 於羊村守護者登場，首提出羊狼和平，但因与羊果果的誤會，與羊果果反目為仇，現已和好，與羊果果雲遊四海。 于异国大营救第58集再次登场对抗能力大增的孤心狼，于第59集身负重伤。 |
| 男   | 孤心狼           | -                      | 李團                                                               | - |                | | -      | -      | 於異國大營救登場，本名小超，為異國大營救的终极反派。於第47集口述其能占用別人身體、記憶和能力，於異國大營救占據了福來的身體。希望奪取黑暗能量，於第48集通過皓月奪取。于第51集吸收皓月释放的黑暗能量，能力大增。于第56集吸收皓月的黑暗能量，自诩无人能敌。于第58集口中忆述儿时被其好友阿豪诬陷。于第60集被光明之剑杀死。 |
| 男   | 阿豪             | -                      | 张琳                                                               | - |                | | -      | -      | 於異國大營救登場，孤心狼曾经的好友，其因村民们见粮仓一团糟，逃避问题而令孤心狼被误会。于异国大营救第60集登场，拜祭孤心狼。 |
| 男   | 球勝狼           | -                      | 邓玉婷                                                             | 鄭麗麗（《運動英雄傳筐出勝利》）                                                                          |                | | -      | -      | 於筐出勝利登場，狼隊的隊長兼小前鋒，不管是速度、彈跳力、投籃、力量、技巧均為頂尖水平。 |
| 女   | 玉太狼           | -                      | 邓玉婷                                                             | 成瑤孆 |                | | -      | -      | 於筐出勝利登場，狼隊的控球後衛，身手敏捷並擅長突破分球。 |
| 男   | 凝太狼           | -                      | 李團                                                               | 麥皓豐 |                | | -      | -      | 於筐出勝利登場，狼隊的得分後衛，擅長遠投。 |
| 男   | 壯太狼           | -                      | 高全胜                                                             | 李鎮然 |                | | -      | -      | 於筐出勝利登場，狼隊的中鋒，身高十分出眾且力量驚人。 |
| 男   | 長太狼           | -                      | 李團                                                               | 李安邦 |                | | -      | -      | 於筐出勝利登場，狼隊的大前鋒，彈跳和搶籃板的能力均非常出色。 |
| 女   | 紫太狼           | -                      | 赵娜                                                               | 陳琴雲 |                | | -      | -      | 於筐出勝利登場，為筐出勝利的反派，狼隊的經紀人，同時是機器隊的操控者。 |
| 男   | 律太狼           | -                      | 李團                                                               | - |                | | -      | -      | 於筐出勝利登場，紫太狼的哥哥，狼隊的前隊長，因早前輸掉了草原籃球杯的決賽而心灰意冷。 |

## 草原一族

主要人物

- 泰哥 ( Tiger )

配音：高全胜（中國大陸）；葉振聲（香港）；黃天佑（台灣）
- 性別：男
簡介：一隻老虎，身材健壮，力大無窮，好展现其肌肉，十分自戀。喜歡布娃娃「虎子」，還要抱了才能睡，牠還有十分嚴重的風濕。牠的名字來源於英語單詞Tiger（老虎）的諧音。牠名字常会让人们想到美國拳擊手泰森。

- 包包大人 ( Big Humphrey )

配音：高全胜（中國大陸）；梁志達→招世亮、張錦江（代配）（香港）；黃天佑（台灣）
- 性別：男
簡介： 一只秃发的大象，青青草原的管理者，正义感十足但一板一眼，有一子。是个慈祥的老大象，但有时会被灰太狼欺骗。懒羊羊因捡到了它的手帕，而成了下一任草原长，但要等它过了一百年退休后。它从不放过任何一个举止不当的动物，只要他看到了或知道了，那个家伙就会被他罚款，或是被送到空中监狱做苦力，被那里的监狱长——变形兔虐待。狡猾的灰太狼总是让他替其做主，不过最后都是灰太狼的诡计被识破，遭到它的惩罚。包包大人曾是懒羊羊的干爹，他脑门上的小月牙和较黑的皮肤常会让人们想到包青天。

- 小包大人 ( Little Humphrey )
性別：男
簡介： 一只大象，包包大人的亲儿子。

- 扁嘴倫 ( Flater )

配音：高全胜（中國大陸）；劉奕希→林筠翔（香港）
- 性別：男
簡介： 一只鸭子且為名歌星，動物們崇拜的偶象，其實牠對灰太狼有一點偏見，有河馬作保鏢-"河馬家族十大高手"，深受暖羊羊和紅太狼迷戀。因有一次灰太狼扮成扁嘴倫，騙了小羊，小羊以為他是灰太狼，而拔光他的羽毛。扁嘴伦的名字和职业常会让人联想到歌星周杰伦。

- 变型兔 ( Changer )
簡介：一只兔子，「空中监狱」的监狱总管。

- 小强 ( Cockroach )
簡介：一隻蟑螂，懶羊羊因救過牠而成了牠的恩人，還與牠做朋友。被沸羊羊所懼。

- 蛤蟆国王 ( Toad King )

配音：高全胜（中國大陸）
- 性別：男
簡介：蛤蟆王国的国王，深绿色。常在每句话前面加上「well」。

- 蛤蟆公主 ( Toad Queen ) 
性別：女
簡介：蛤蟆国王的女儿，她认为青蛙比她还丑陋。曾经喜欢过灰太狼。

- 迷之精灵 ( Loster )
簡介：迷之森林的守护神，擁有神力，鋤頭是牠的傳家之寶。樣子十分像暖羊羊，要是鋤頭被人拿走就會打誰。經常幫助小羊。

- 河馬 ( Hippopotamus )

配音：高全胜（中國大陸）
- 性別：男
簡介：每次見到灰太狼与红太狼時會打他們。與野豬、水牛是結義兄弟。草原三惡霸之一。

- 野豬
性別：男
簡介：每次見到灰太狼与红太狼時會打他們。與河馬、水牛是結義兄弟。草原三惡霸之一。

- 水牛
性別：男
簡介：每次見到灰太狼与红太狼時會打他們。與河馬、野豬是結義兄弟。草原三惡霸之一。

- 幸運娃娃
性別：男
簡介：倒霉娃娃的哥哥，在《羊羊快樂的一年》、《羊羊小心願》登場。在《羊羊快樂的一年》先後懶羊羊與灰太狼成了它的主人，在幸運罐頭過期後會與倒霉娃娃合成巨嬰。

- 倒霉娃娃
性別：男
簡介：幸運娃娃的哥哥，在《羊羊快樂的一年》、《羊羊小心願》登場。在《羊羊快樂的一年》灰太狼成了它的主人，在倒霉罐頭過期後會與幸運娃娃合成巨嬰。

- 烏龜郵差

配音：祖麗晴（中國大陸）
- 性別：男
簡介：青青草原的郵差，步行速度很慢。不管是普通信件還是快遞包裹，都是由他負責派送。

## 地底生物
- 潇灑哥（White Handsomey）

配音：祖丽晴（中國大陸）；陳卓智→李致林（羊羊小心願）（香港）；李悅寧（台灣）
- 性別: 男
簡介： 一個蛋壳，自称先知，爱吹牛还经常健忘，个性善良、乐观、自信、聪明。黑大帅的胞兄。能力有不死之身（如何被破坏都能恢复原状）、合體（潇洒超人第一代〔将蛋蛋“吞下”后的合体〕＆第二代〔和黑大帅的合体〕，除了力大无穷之外，還能使出绝招白洞攻击〔第一代招式〕＆画个圈圈祝福你、画个圈圈歌颂你、画个圈圈赞美你歌颂你〔第二代招式〕）、大力回旋踢（告诉兔子国王美牙秘方时使的），其口头禅为：“画个圈圈诅咒你们！”其後在《羊羊運動會》擔當大賽主持。在《跨時空救兵》迷失至青青草原。

- 黑大帅 （Black Handsomey）

配音：高全胜（中國大陸）；梁偉德（香港）；黃天佑（台灣）
- 性別: 男
簡介： 本为鸡蛋，以前的颜色同样是白的，比潇洒哥暗一点。年轻时被食品工厂加工成皮蛋，从此以后顽劣不堪。反派人物，心高气傲，威慑力强势，有一副霸道总裁的气质，爱当统治者，追求独霸一方。后转正，偶尔会调皮捣蛋捉弄哥哥和小羊们。有放電能力，会施放基因光線，潇灑哥的胞弟。其後在《羊羊運動會》擔當大賽主持，還是機械羊的補給品。在《跨時空救兵》迷失至青青草原。

- 鸡妈妈

配音：羅杏芝→魏惠娥（香港）
- 性別: 女
簡介： 潇灑哥与黑大帅母亲。她拥有一颗“神奇”药丸，声称能增百倍功力，实则仅为戏耍灰太狼的道具。性格上略显健忘，偶尔还显得迷糊，酷爱打扮，但这些小缺点无损其母爱的伟大与温暖。

- 蜂后
性別: 女
簡介： 地底世界的蜜蜂皇后。

- 青蛙国王
性別: 男
簡介： 一隻巨蛙。地底世界的的青蛙國王。

- 螃蟹国王
性別: 男
簡介： 一隻招潮蟹。地底世界的螃蟹國王。

- 兔子国王
性別: 男
簡介： 一隻兔子。地底世界的兔子國王,曾被灰太狼控制。

## 水中生物

### 前期作品
- 食人魚
簡介： 一種喜歡咬動物的魚，所以小羊們常常把灰太狼扔到河裡讓牠們咬。

- 利奥 ( Leo )

配音：高全胜（中國大陸）
- 性別: 男
簡介： 海中的一条鲨鱼。

### 海底世界（深海歷險記）[9]
- 馬利
性別: 女
簡介:在《喜羊羊與灰太狼之深海歷險記》中登場，是海洋交通大隊長，統領著數量非常多的沙丁魚。只要她吹哨子，就能指揮沙丁魚把違規的車輛拉走。她每天負責維護道路交通，正是因為有她，海洋城市的交通才能暢通無阻。

- 章大廚
性别:男
簡介:一隻章魚，在《喜羊羊與灰太狼之深海歷險記》中，他經營了一家火山餐廳，點菜、切菜、煮菜、送菜、結賬統統一手包辦，他最想研究出深受海底居民認可的菜式。可是，章大廚煮的菜並不受海底居民的認可。

- 黑溜溜
性別:男
簡介:一隻小海膽，每份工作都做不久，總找不到適合自己的工作，但非常開朗樂觀，由於他不停換地方打工，小羊們有時候會碰到他，每次碰到他，並求助於他的時候，他都能幫上忙。

- 碎碎鯊
性别:男
簡介:很膽小，是一條小鯊魚，夢想是成為一名雕塑家，後來，他遇到沸羊羊，從沸羊羊身上學會了勇敢，兩人一起成長，是海洋裡的一對好兄弟。

- 蟹大叔
性别:男
簡介:一隻寄居蟹，螺殼可以變大，成為一間賣雜貨的移動商店，神奇的地方是，這家商店只聽他一人指揮，其他居民想要東西，都要用貝殼或者其他東西，跟他交換，撿到的東西就會自己賣出。

## 天空生物（奇幻天空島）

### 塔塔镇
- 機械鳥
簡介:慢羊羊是它的老師。自從与老師失散後,一直生活在塔塔鎮。它後來成為喜羊羊的好朋友，並幫助喜羊羊修好了嘻哈號。梦想是修好大飛機,帶全鎮的人環遊天空。

地瓜贏得大獎後，機械鳥成功修好了大飛機，終於和慢羊羊重新見面。
- 包姑
性別：女
簡介：她是一隻鳥，做飯的量通常特別多，救了喜羊羊。
- 唐納德地瓜
性別:男
簡介:他是機械鳥的助手,簡稱地瓜。是唐納德芋頭的表弟。
在第32集片尾贏得了大獎，幫助機械鳥解決了零件問題，使機械鳥成功修好了大飛機。[註 2]
- 唐納德芋頭
性別:男
簡介:唐納德地瓜的表哥。

### 氣象城
- 主任
性別:男
簡介:天氣工廠的主任，比較保守。
在第9集《展翅高飛》中，由於小希發明的遙控翅膀多次失誤造成破壞，一直阻止小希嘗試新發明。在看到新一代遙控翅膀成功後對小希改觀。
- 小希
性別:女
簡介:她是天氣工廠的廠長，是懶羊羊的好朋友，多次幫助喜羊羊他們解決困難。喜歡發明東西，然而她的發明常常出錯，也因此被保守的主任批評。最終成功發明出新一代遙控翅膀，解決了天氣工廠的運輸難題。
- 廣播員
性別:男
簡介:天氣工廠的播音員。通過廣播指引工廠的員工做事。

### 彩虹城
- 七色小精靈
簡介:他們分別是紅豆、橙豆、黃豆、綠豆、青豆、藍豆、紫豆，特別愛玩，好勝心強，喜歡互相攀比，擁有七色顏色筆，會製造彩虹。因為美羊羊掉落在他們要搶的凳子上便認美羊羊做他們的領隊。

### 氣球城
- 球將軍
性別:男
簡介:他是氣球城的將軍，非常謹慎，害怕尖的東西，脾氣暴躁卻內心溫柔，是沸羊羊的好朋友。
曾因為了大家的安全而過分謹慎，命令氣球門多準備防護措施，因此錯過了衝出風暴的最好時機。[註 3]
- 小飛飛
性別:男
簡介:氣球城居民，氣球士兵之一。多次在小灰灰遇到危險時救下小灰灰,是小灰灰最喜歡的氣球，頭部有小灰灰的手印。後來遇到風暴，與小灰灰失散。在第28集《末日武器》中與小灰灰再次相遇。
- 氣球小六
性別:男
簡介:氣球城的居民。在前幾次馬拉鬆比賽中都是唯一沒能跑完全程的氣球,誤以為灰太狼是體育健將而拜灰太狼為師。最終在灰太狼和懶羊羊的“幫助”下，和灰太狼、懶羊羊一起拿到了冠軍。[註 4]

### 星星镇

#### 超好看剧团
- 长老星

配音：李团（中國大陸）
- 性别：男
簡介：超好看剧团演员，能读出自己的心声。
- 开关星

配音：李团（中國大陸）
- 性别：男
簡介：超好看剧团演员，能控制电灯的开和关。
- 气场星

配音：高全胜（中國大陸）
- 性别：男
簡介：超好看剧团演员，自己本身带有气场。
- 秃头星

配音：李团（中國大陸）
- 性别：男
簡介：超好看剧团演员，能让别人秃头。
- 长毛星

配音：高全胜（中國大陸）
- 性别：男
簡介：超好看剧团演员，能让别人长毛。
- 变帅星

配音：高全胜（中國大陸）
- 性别：男
簡介：超好看剧团演员，能让自己在没有人的情况下变帅。
- 电流星

配音：李团（中國大陸）
- 性别：男
簡介：超好看剧团演员，在第45集获得带电的能力

#### 其他
- 时光星

配音：李团（中國大陸）
- 性别：男
簡介：是天上最著名的“表演星评员”。能力是让人变老。独来独往，很难找到他。于第47集帮助慢羊羊恢复。

### 云海隧道
- 小云人
簡介：数目众多，力气很大。有飞行能力，但飞行速度极慢。是云海隧道里的云巨人的手下，平时负责打扫巨人屋和云海隧道。说的语言和羊狼不同，但双方都能听懂对方所说的话。被暖羊羊的天晶技能变成了暖羊羊的样子。

- 云巨人
性别：男
簡介：十分巨大，是云海隧道的管理者。能用天晶控制水龙卷，曾与小迪为好朋友。能分裂出许多的小云人，也能将小云人吸回自己的身体里。

- 小迪
性别：男
簡介：为云巨人制造出来的第一个分身。完美主义者，原为白色，后因自己身上染上黑色墨迹，直接将自己全部染黑。曾是云巨人最好的伙伴，在云巨人管理云海隧道后，由于云巨人没空和自己玩耍而离开，认为破坏天晶能使云巨人重新陪自己玩，因而想尽方设法试图毁坏天晶。

## 寵物
- 喜喜
性別: 男
簡介： 喜羊羊的宠物，武器是弹簧。有马的头，但身体是弹簧，所以有很强的弹力。与主人喜羊羊一样，是所有宠物中跑得最快的。

- 美美
性別: 女
簡介： 美羊羊的宠物，武器是履带。白色的小狗，但腿是坦克的履带，头上与美羊羊一样有两个蝴蝶结。可以用坦克轮子将人撞倒，再轧过去。

- 蛋蛋（懒懒）

配音：祖麗晴（中國大陸）
- 性別: 男
簡介： 懒羊羊的宠物，一个贪吃的荷包蛋。武器是蛋黄和餐具。绝招是从口中喷射出蛋黄，手拿刀叉进行近身攻击，将对手像夹心蛋糕一样卷起来。能与潇洒哥合体，成为了第一代潇洒超人，变身以后的潇洒哥实力大增，能发射威力比黑大帅的基因光线还强大的白洞攻击。

- 打打（沸沸）
性別: 男
簡介： 沸羊羊的寵物，一雙藍色的拳套。本身就是武器。喜欢运动、精力充沛，有时也和主人一样脾气坏。据美羊羊的说法，是沸羊羊太粗鲁把自己的宠物教坏了。打打尽心尽力的保护主人沸羊羊，可有时候也不太听话，比如不让沸羊羊戴在手上，甚至把主人揍得鼻青脸肿。

- 暖暖
性別: 女
簡介： 暖羊羊的寵物，一隻機械貓頭鷹。武器是翅膀上的強力電扇。

## 跨時空救兵人物

### 时空中转站
- 淘淘

配音：鄧玉婷（中國大陸）
- 簡介：初于羊村守護者登場時以小狼人身份登場，製造狼將軍和羊果果的誤會。他是逗逗的哥哥，是時空寶石的守護者，負責在中轉站分离時空。有一天他太沉迷跟小伙伴玩，錯過了時間，導致他們身處的海洋和他的小伙伴化成了冰。自此以後，他十分自責，開始失去理智，想打破時空寶石重新來過，拯救族人。後來利用喜羊羊他們打破了時空寶石。
- 逗逗

配音：劉紅韻（中國大陸）
- 簡介：時空中轉站管理員，負責確保各個時空不受混亂。在喜羊羊打破時空寶石後把時空迷失者送回正確的時空。在冰極冰封前，他負責在時空隧道里面巡逻，維持時空秩序。

### 時空迷失者
- 恐龍
簡介：來自侏羅紀晚期，曾迷失至冰極和恐龍滅絕後的時間，後被羊羊們送回侏羅紀。

## 細菌軍團（奇趣外星客）
- 細菌大王

配音：高全胜（封印前）；刘红韵（封印後）（中國大陸）
- 性別：男
簡介：原本在宇宙中拥有強大的力量，四处破坏，無惡不作。但被冰冰羊意外封印後，只能控制入侵一些身體髒亂，生病抵抗力弱的體內。 被冰冰羊封印後尋找一切機會解除封印，在第56集《存亡時刻》被解封能力，59集《另一個大王》從力量的捆綁救了出來，成為大家的好朋友。
- 變形杆菌（小黃）

配音：李團（中國大陸）
- 性別：男
簡介：是細菌大王的幫手，可以變成任何他見過的東西。從小認識細菌大王，但每一次都被他壞了好事，但細菌大王卻因這些事而當他為最好朋友。目標是取代細菌大王成為大王。本來是來向細菌大王報仇，但見細菌大王當他是好朋友而決定先幫助他。
- 數碼病毒（小綠）

配音：鄧玉婷（中國大陸）
- 簡介：能在任何有電和電器的地方穿梭並控制，但關了就不能控制。缺點是很貪吃。
- 蘑菇菌（小紫）

配音：梁穎（中國大陸）
- 性別：女
簡介：細菌軍團的一員，能釋放毒氣，但傷心的時候控制不住自己，因細菌大王願意與她交朋友而成為細菌大王的手下。
- 古細菌（小紅）

配音：李團（中國大陸）
- 性別：男
簡介：擁有强大的防禦能力和忍耐力，能抵禦各種攻擊。即使在熔岩中，也完好無損。擁有堅不可摧的千菌甲。

## 奇貓國（異國大營救）
- 明日

配音：祖麗晴（中國大陸）
- 性別：女
簡介：奇貓國的女王，皓月的姐姐，自小体弱多病，于皓月口中忆述其誤闖禁地而遇见了神秘人，泄露了奇猫国国王封印的黑暗能量，为了保护皓月被黑暗能量击中后性情大變，要求大家聽命於他並篡夺了其父母的王位。于第3集猫化了喜羊羊、美羊羊、沸羊羊、暖羊羊和慢羊羊，并追杀幸存的懒羊羊、灰太狼、皓月和福来。于第43集恢复。

- 皓月

配音：刘红韵（中國大陸）
- 性別：女
簡介：奇貓國的公主，明日的妹妹，于第一集跟福來逃離奇貓國到青青草原。回到奇貓國后与懒羊羊、灰太狼和福来被明日的手下通缉中。于第45集因被黑暗能量击中而黑化，夺走了黑暗能量。于56集恢复。

- 福來

配音：赵娜（中國大陸）
- 性別：男
簡介：皓月、明日之好友，被孤心狼所控制，于第47集解除控制。

- 奇貓國國王
性別：男
簡介：奇貓國的國王，于第1集从皓月口中忆述其与奇猫国王后被明日篡位及抓获。于第42集与奇猫国王后出现在大牢。

- 奇貓國王后
性別：男
簡介：奇貓國的國王，于第1集从皓月口中忆述其与奇猫國國王被明日篡位及抓获。于第42集与奇猫国国王出现在大牢。

- 奇獸
簡介：鎮守結界之門，會攻擊外來入侵者。

### 奇花鎮
- 小強

配音：祖麗晴（中國大陸）
- 性別：男
簡介：奇花鎮居民，拥有控制植物休眠奇力。

- 強爸

配音：高全勝（中國大陸）
- 性別：男
簡介：奇花鎮居民，一名木匠，因被美羊羊诬陷伤害植物而被關於大牢。

### 冰雪镇
- 可可
簡介：唯一没有被变成雪人的冰雪镇居民。

- 可可爸

配音：李团（中國大陸）
- 性別：男
簡介：冰雪镇居民，可可之父，于第15集忆述其被喜羊羊用寒冰扇变成雪人。

- 可可妈

配音：赵娜（中國大陸）
- 性別：女
簡介：冰雪镇居民，可可之母，于第15集忆述其被喜羊羊用寒冰扇变成雪人。

### 流沙镇
- 小木

配音：刘红韵（中國大陸）
- 性別：男
簡介：驻守流沙镇的士兵长，暗地里帮助皓月、福来、喜羊羊、美羊羊、懒羊羊和灰太狼，之後因為被發現而被撤職，隨後回到位於流沙鎮隔壁的老家去。

- 灯神

配音：李团（中國大陸）
- 性別：男
簡介：流沙镇的神灯里的灯神。只要用神燈的蓋子敲燈子三下，就可以把燈神召喚出來，燈神只會回答召喚者问的问题一次。

### 水灵镇
- 猫大叔

配音：高全胜（中國大陸）
- 性別：男
簡介：水灵镇的居民。

## 草原籃球杯（筐出勝利）

### 霹靂鼠隊
- 鼠一

配音：刘红韵（中國大陸）；魏惠娥（香港）
- 性別：男
簡介：霹靂鼠隊的隊長，喜欢踩场、抢场子、逗小羊、煮美食，性格骄傲，过度活跃，爱笑，属性为一只话痨而锋锐的老鼠。是一只输了也不走的“加戏咖”。[10]败给守护者队后成为守护者队的陪练。
- 鼠二

配音：高全胜（中國大陸）；陳耀楠（香港）
- 性別：男
簡介：	霹雳鼠队球员，败给守护者队后成为守护者队的陪练。

### 獅心隊
- 傑帥

配音：李團（中國大陸）；陳欣（《筐出未来》）、關令翹（《运动英雄传筐出胜利》）（香港）
- 性別：男
簡介：	獅心隊的隊長和人氣偶像，喜欢篮球、绑头发、扣篮，性格诚恳，坚韧，自律，善良，属性为一头隐藏实力，等待爆发的雄狮[11]。被經紀人任由擺佈，直至第17集決定恢復自我。絕招是超級灌籃。
- 狮莱娜

配音：梁颖（中國大陸）；黃昕瑜（香港）
- 性別：女
簡介：	獅心隊的隊員。
- 經紀人

配音：張琳（中國大陸）；招世亮（香港）
- 性別：男
簡介：	傑帥的經紀人和獅心隊的主教練。只注重傑帥的形象，不注重比賽結果。直至第18集首觀衆影響，才認同傑帥做回自我。

### 跳躍者隊
- 兔可愛

配音：趙娜（中國大陸）；凌晞（香港）
- 性別：男
簡介：跳躍者隊的隊長，喜欢找食物，分食物，吃食物，性格狡猾，詭計多端，愛家人，特長為跳高，跳遠和挑事。[12]由於村子村子遭受沙尘暴袭击導致村子土壤貧瘠而無法種出食物，村子不足夠食物，村民日漸消瘦而率领手下走向偷坑拐骗之路，并在与守护者队的赛事中屡次使用隱形犯規戰術。于第26集受到烈羊羊说的话和其弟、族人的呐喊助威而动摇，决定堂堂正正完成赛事。絕招是三分灌籃。
- 兔小小

配音：梁颖（中國大陸）；張頌欣（香港）
- 性別：男
簡介：兔可爱之弟，第27集跟守护者队道出其兄偷取其他村子食物的原因。

### 音速队
- 豹姐

配音：赵娜（中國大陸）；劉惠雲（《筐出未来》）、林元春（《运动英雄传筐出胜利》）（香港）
- 性別：女
簡介：音速队队长，美羊羊的偶像。于第30集其妹道出其有先天遗传病，后昏迷成植物人。
- 豹妹

配音：赵娜（中國大陸）；林元春（香港）
- 性別：女
簡介：豹姐的妹妹，由於其姐昏倒而頂替其姐參與籃球杯。絕招是超負荷。

### 滑翔机队
- 鹰傲天

配音：李团（中國大陸）；黃啟昌（香港）
- 性別：男
簡介：喜欢摆pose，看八卦和嘲笑他人，性格霸道，傲慢，自大和自恋。他的特长是爆发力强，翱翔天际和身体素质硬。[13]为上届冠军滑翔机队的队长，绝招是鹰击长空。

### 机器队
- 机器球探（一号机）
簡介：机器队成员，为紫太狼所操控。比赛前以机器球探的名义骗各队队伍到所谓的“超级宇宙杯”，其实是紫太狼弄的篮球训练，从而收集数据。

## 未來青青草原（決戰次時代）

### 机器人
- 寒天

配音：高全胜（中國大陸）
- 簡介：剔博士机器人，其本體為美羊羊的父親銘羊羊，第9集接受剔博士指令，消灭主角团并掠取其象星石碎片，第10集成功掠取懒羊羊的火焰卡。爱护花草，花草被踩坏时会为其疗伤。於56集恢復正常。